# Jegindø
Jegindø (lokal Jenø genannt) ist eine dänische Insel im Limfjord, östlich der Halbinsel Thyholm gelegen, mit der sie seit 1916 durch einen Damm (Kirkebakken) verbunden ist. Jegindø bildet eine eigene Kirchspielsgemeinde (dän.: Sogn) Jegindø Sogn, die bis 1970 zur Harde Refs Herred im Thisted Amt gehörte, ab 1970 zur Thyholm Kommune im damaligen Ringkjøbing Amt, die im Zuge der Kommunalreform zum 1. Januar 2007 in der Struer Kommune in der Region Midtjylland aufgegangen ist.

## Landschaft
Die 7,91 km² große Insel ist ungefähr 6 km lang und 3 km breit. Die Landschaft besteht überwiegend aus Weideland mit vereinzelten Baumgruppen und ausgedehnten Feuchtwiesen zum Meer hin. Nennenswerte Erhebungen gibt es dabei nicht, der höchste Punkt der Insel liegt 13 m über Normalnull. Der Nordwesten der Insel ist besonders naturbelassen, da hier eine Bebauung auf Grund der geringen Höhe über dem Meeresspiegel nicht möglich war.
Ursprünglich bestand die heutige Insel aus zwei kleineren Inseln, die durch einen Sund getrennt waren. Später war dieser im Rahmen der Landhebung trockengefallen und ist noch an einer Reihe tiefliegender und sumpfiger Wiesen zu erkennen. Während besonders starken Sturmfluten teilt das Meer die Insel immer noch in ihre ursprünglichen Hälften.
Die Meerenge zwischen Thyholm und Jegindø wird Tambosund genannt. Vor dem Bau des Dammes gab es eine Fährverbindung nach Tambohuse Kro. Das Fährrecht lag damals bei dem Wirt des Gasthauses der Ortschaft Tambohuse, die sich auf Thyholm befindet.
Ferner bestand eine Fährverbindung mit einem Motorboot von Bøhløre nach Hesterodde auf Mors. In früheren Jahren wurden nur Passagiere befördert, die teilweise durch das Wasser zum Schiff waten mussten. Erst 1951 wurde ein Anlegesteg errichtet. Der Fährbetrieb wurde eingestellt, als der Fährmann 1960 starb.

## Einwohner
Die 386 Einwohner (1. Januar 2025) der Insel verteilen sich auf mehrere kleine Ortschaften und verstreut liegende Höfe. Größere Orte sind dabei unter anderem Jegind, Kirkeby, Ibstedt und der Ferien- und Badeort Bøhl (auch Bøl), der im Norden der Insel liegt. Gute Badestrände gibt es im Süden der Insel, wo sie in eine schmale Landzunge, den sogenannten Zapfen oder auch Jegind Tap ausläuft. Zudem besitzt Jegindø eine Kirche sowie einen kleinen Fischerei- und Jachthafen mit dem Fischereimuseum Æ Fywerhus.